# Sophie de Brandebourg-Ansbach (1614-1646)
Sophie de Brandebourg-Ansbach née le 10 juin 1614 à Ansbach et décédée le 23 novembre 1646 à Bayreuth est une noble allemande de la maison de Brandebourg-Ansbach.

## Biographie
Elle est l'aînée des enfants de Joachim-Ernest de Brandebourg-Ansbach et de Sophie de Solms-Laubach. Elle épouse Erdmann-Auguste de Brandebourg-Bayreuth à Ansbach le 8 décembre 1641. Leurs pères étant frères, ils sont cousins germains.
Sophie et Erdmann n'ont qu'un seul enfant, Christian-Ernest de Brandebourg-Bayreuth (Bayreuth, 6 août 1644 - Erlangen, 20 mai 1712), qui devient le margrave de Brandebourg-Bayreuth.

## Sources
- (de) Theodor Hirsch, « Joachim Ernst, Margrave of Brandenburg-Ansbach », dans Allgemeine Deutsche Biographie (ADB), vol. 14, Leipzig, Duncker & Humblot, 1881, p. 91